# 팔레트타운

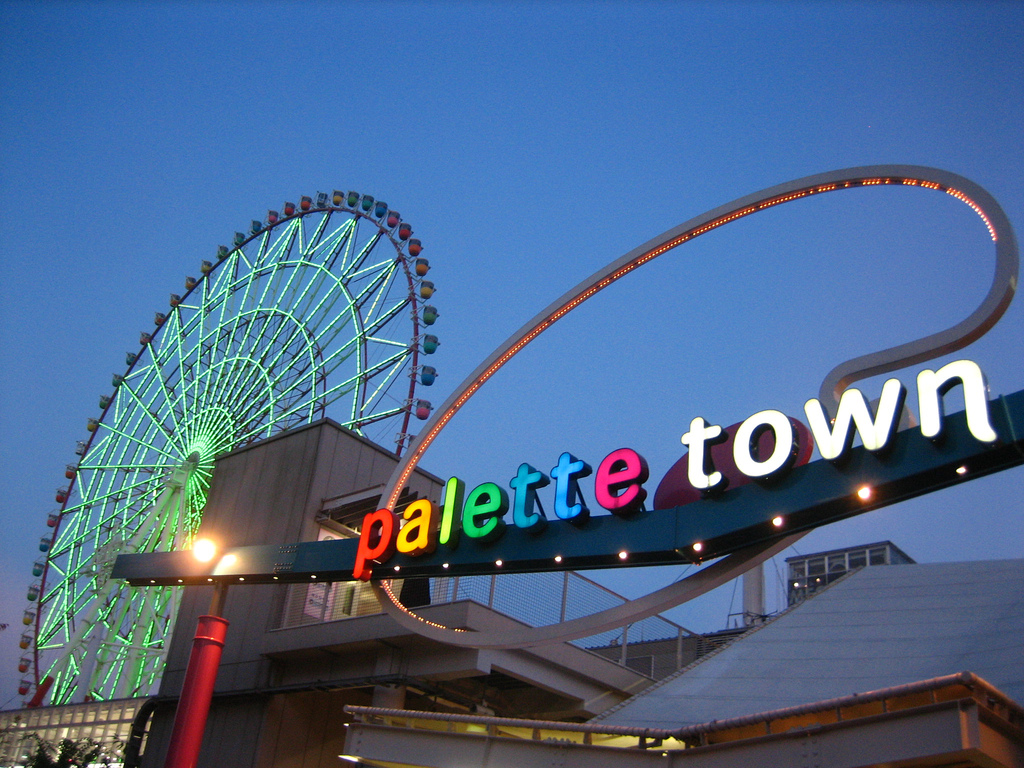
팔레트타운 대관람차

팔레트타운(일본어: パレットタウン, 영어: palette town)은 일본 도쿄도 오다이바에 있었던 복합 상업시설이다. 1999년 3월 19일에 개업했으며, 2022년 8월 31일 영업 종료로 폐관했다.